# Хьюн, Крис
Крис Хьюн (англ. Chris Huhne, полное имя — Christopher Murray Paul Huhne; род. 2 июля 1954, Лондон) — британский политик, министр по делам энергетики и изменения климата с 12 мая 2010 года по 5 февраля 2012 года.

## Биография
Крис Хьюн родился в западном Лондоне в семье бизнесмена и актрисы. Получил образование в Вестминстерской школе. Окончил Оксфордский университет, где изучал философию, политологию и экономику. В университете участвовал в работе студенческой организации лейбористов; после 1981 года присоединился к отколовшейся от лейбористов Социал-демократической партии. Работал в рейтинговых агентствах (в частности, был одним из основателей рейтингового агентства Sovereign Ratings IBCA, которое в 1997 году слилось с Fitch Group) и в журналистике. Также Хьюн получил образование в Сорбонне, в Париже.
На выборах 1983 года баллотировался в Палату общин от округа Reading East и занял второе место, набрав 13 008 (27,4 %) голосов. В 1999 году был избран депутатом Европарламента от Юго-Восточной Англии, в 2005 году — Палаты общин от округа Eastleigh. В 2006 году участвовал в выборах лидера Либеральных демократов, однако уступил Мензису Кэмпбеллу. 18 декабря 2007 года вновь участвовал в выборах лидера партии, но проиграл с незначительным отрывом Нику Клеггу.
В 2011 году в преддверии референдума о введении преференциального голосования обвинил своего коллегу, министра и вице-председателя консерваторов Сайиду Варси в пропаганде в стиле Геббельса за утверждение о том, что новая избирательная система будет способствовать приходу в парламент экстремистских партий.
Голосовал за дальнейшую интеграцию в Евросоюз, за запрет курения в общественных местах, за выборную Палату лордов, против замены ракет Трайдент.